# Perconia crassesignata
Perconia crassesignata là một loài bướm đêm trong họ Geometridae.